# Ildefons Vanderheyden
Ildefons Vanderheyden OFM (* 29. Dezember 1926 in Heerlerbaan, Gemeinde Heerlen, Niederlande; † 10. Januar 2020 in Dortmund) war ein niederländischer Philosoph und  römisch-katholischer Theologe.

## Leben
Ildefons Vanderheyden trat 1949 in Salmünster in die Thüringische Provinz (Thuringia) des Franziskanerorden ein. Zum Priester geweiht wurde er am 17. April 1955 in Fulda.
Nach seiner Promotion zum Doktor der Philosophie 1962 in Rom lehrte er zunächst an der damals bestehenden Ordenshochschule der Thüringischen Franziskanerprovinz in Sigmaringen-Gorheim und auf dem Frauenberg in Fulda Philosophie. Im Anschluss war er 26 Jahre lang als Professor für Philosophie an der Philosophisch-Theologischen Hochschule der Franziskaner und Kapuziner in Münster tätig. Mehrere Jahre fungierte er dort als Hochschulsekretär. Seit 1968 war er Hauptschriftleiter der Schriftenreihe Franziskanische Studien. Nach seiner Emeritierung 1994 war er zunächst in Fulda, dann in Freiburg und Paderborn als Seelsorger und zeitweise als Herausgeber der Zeitschrift Thuringia Franciscana tätig.
Von Mai 2015 bis zu seinem Tod lebte er im Alten- und Pflegeheim Bruder-Jordan-Haus in Dortmund. Bestattet wurde er in der Grabstätte der Franziskaner auf dem Dortmunder Ostenfriedhof.

## Werke
- (als Hg.) Bonaventura. Studien zu seiner Wirkungsgeschichte. Referate des Bonaventura-Kongresses vom 10.–12. Sept. 1974 in Münster, Westf. (= Franziskanische Forschungen 28),  Dietrich Coelde, Werl 1976